# Gather Ye Rosebuds While Ye May (1909)

Gather Ye Rosebuds While Ye May (em português: Reúna os botões de rosa enquanto pode) é uma pintura a óleo sobre tela criada em 1909 pelo artista britânico pré-rafaelita, John William Waterhouse . Foi a segunda de duas pinturas inspiradas no poema do século XVII "Para as virgens, para ganhar muito tempo", de Robert Herrick, que começa:

Colha botões de rosa enquanto puder,

O Velho Tempo ainda está voando;

E essa mesma flor que sorri hoje,

Amanhã estará morrendo.

A obra de arte foi avaliada em US $ 1,75-2,5 milhões pela Sotheby's antes do leilão em abril de 2007, embora a pintura não tenha sido vendida.
Perdida por quase um século, essa pintura estava em uma antiga fazenda canadense comprada por um casal que solicitou que a pintura ficasse com a casa porque "Parecia agradável na parede". Eles não tinham ideia do seu valor. Quando o levaram a um negociante de arte para ser avaliado quase 30 anos depois, ele "quase caiu da cadeira". Ninguém sabe como a pintura acabou na fazenda canadense